# تیری باکنیر
تیری باکنیر (انگلیسی: Thierry Bacconnier; ۲ اکتبر ۱۹۶۳ – ۱ ژانویهٔ ۲۰۰۷) بازیکن فوتبال اهل فرانسه بود.
از باشگاه‌هایی که در آن بازی کرده‌است می‌توان به باشگاه فوتبال پاری سن ژرمن و باشگاه فوتبال آنژه اشاره کرد.